# Hic sunt dracones

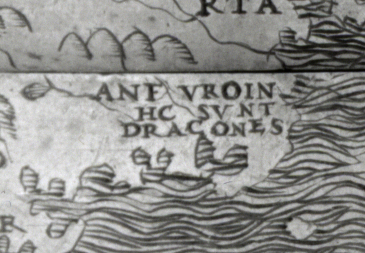

Hic sunt dracones — латинская фраза, означающая «тут [обитают] драконы» и нанесённая на участок глобуса Ханта-Ленокса с изображением крайнего восточного конца Азиатского континента. Глобус датируется первыми годами XVI века, и, хотя на некоторых средневековых картах, таких как Theatrum Orbis Terrarum, также присутствуют декоративные иллюстрации мифических существ, сама фраза является анахронизмом. До тех пор, пока Глобус из страусиных яиц не был выставлен на продажу в 2012 году на Лондонской ярмарке карт (англ. London Map Fair), проводимой в Королевском географическом обществе, глобус Ханта-Леннокса оставался единственным известным глобусом, где отмечена данная фраза.
Она представляет собой переосмысление классического латинского выражения Hic sunt leones («тут [водятся] львы»), которым на средневековых картах подписывали неведомые земли на границах ойкумены. Существует версия, что упоминания драконов может быть связано с комодскими варанами на индонезийских островах, рассказы о которых были довольно широко распространены по всей Восточной Азии.
Фраза про драконов стала известна в западной литературе как обозначение неведомой территории, terra incognita. Она встречается в книге «Имя розы» и «Баудолино» как Hic sunt leones, сериалах «Остаться в живых» и «Экспансия», фильме «Пираты Карибского моря: На краю света», сериале «Фарго», мультсериале «Небесные рыцари», а также в играх «Ведьмак 3: Дикая Охота» и «Sid Meier's Civilization VI».